# Кудрино (Мещовський район)
Кудрино (рос. Кудрино) — село в Мещовському районі Калузької області Російської Федерації.
Населення становить 64 особи. Входить до складу муніципального утворення Залізнична станція Кудринська.

## Історія
Від 2004 року входить до складу муніципального утворення Залізнична станція Кудринська.

## Населення
| 2002 | 2010 |
| ---- | ---- |
| 73   | ↘64  |